# Wolf Erlbruch
Wolf Erlbruch (Wuppertal, 30 juni 1948 – aldaar, 11 december 2022) was een Duits illustrator en schrijver van kinderboeken.

## Leven
Wolf Erlbruch is wellicht de bekendste en ook de meest bekroonde illustrator van Duitsland. Op zijn tweede bleek dat hij al erg goed kan tekenen en zijn eerste kunststuk was een bladzijde vol brillen in perspectief. In 1967 begon hij aan de opleiding Grafische studies aan de Folkwangschule in Essen. Eerst werd hij reclametekenaar en vervolgens illustrator. Hij is als beiden lang actief voor tijdschriften zoals Stern en Esquire. Hij gaf ook gedurende een periode les aan de hogeschool in Düsseldorf en Wuppertal. Zijn werk balanceert tussen kunst en illustratie en hij blinkt uit in zowel traditioneel als experimenteel vakmanschap.

## Werk
De eerste opdracht die Wolf Erlbruch voltooide, kwam van een Duitse uitgever in 1983, het jaar waarin zijn zoon Leonard werd geboren. Als geschenk voor zijn zoontje maakte hij illustraties voor het kinderboek Der Adler, der nicht fliegen wollte. Dat beviel hem zo dat hij ook de tekeningen maakte voor het ondertussen klassieke boek Over een kleine mol die wil weten wie er op zijn kop gepoept heeft van Werner Holzwarth. Het is zijn grote doorbraak. In 1990 debuteerde hij als auteur met De verschrikkelijke vijf, waarvoor hij ook de tekeningen maakte.
De figuren van Wolf Erlbruch zijn groot, onhandig en een tikje karikaturaal. Hij houdt van lijnen, silhouetten en grove vormen, die toch uitblinken in detail. Hij combineert allerlei technieken en tradities met speelse illustraties als resultaat en gebruikt daarbij vaak verschillende soorten papier. Hij creëert in zijn boeken een opmerkelijke collagestijl die zorgt voor diepte en reliëf. Dat vind je ook terug in De eend, de dood en de tulp, een boek dat hem uiteindelijk zelf helpt om de dood van zijn tante te verwerken. Hij kiest voor het simplistische beeld van de eend, een eenvoudige figuur dat de zwaarheid van de dood contrasteert. Hij werkt in zijn boek met eenvoud, slechts twee personages en wat gras, maar doet enorm veel met weinig. Het gebruik van die witruimte komt voor uit zijn liefde voor Japanse houtsnede; slechts twee figuurtjes tegen een leegte vormen een verhaal.
Wolf Erlbruch heeft dan ook opdrachten en bekroningen voor zijn werk opgestapeld. Een van de voornaamste is de Hans Christian Andersenprijs, die in 2006 zijn hele oeuvre lauwert. Hij wordt vaak gevraagd voor prestigieuze illustratieprojecten zoals het werk van Goethe, Gioconda Belli en Valérie Dayre. De invloed van zijn werk op de wereld van illustraties is dan ook aanzienlijk.

## Bekroningen
- 1997: Vlag en Wimpel (Penseeljury) voor Ik ruik kindervlees
- 1998: Zilveren Penseel voor Mevrouw Meijer, de merel
- 1998: Zilveren Griffel voor Mevrouw Meijer, de merel
- 1999: Zilveren Griffel voor Leonard
- 2004: Zilveren Penseel voor De schepping
- 2004: De Gouden Uil van de Jonge Lezer voor De schepping
- 2005: Vlag en Wimpel (Penseeljury) voor Waarom jij er bent
- 2005: Zilveren Griffel voor Waarom jij er bent
- 2006: Hans Christian Andersenprijs (illustratoren) voor zijn hele oeuvre
- 2008: Vlag en Wimpel (Penseeljury) voor De eend, de dood en de tulp
- 2008: Zilveren Griffel voor De eend, de dood en de tulp

- Bibsys: 99067888
- Biblioteca Nacional de Chile: 000583347
- Biblioteca Nacional de España: XX1012816
- Bibliothèque nationale de France: cb12328062v (data)
- CiNii: DA08547000
- Digitale Bibliotheek voor de Nederlandse Letteren: erlb001
- Gemeinsame Normdatei: 119137143
- International Standard Name Identifier: 0000 0001 2137 3461
- KulturNav: 2b025a49-e2b0-4868-947a-f17784f166b3
- Library of Congress Control Number: n92003328
- Nationale Bibliotheek van Letland: 000039481
- MusicBrainz: 1766e540-8cac-4827-bb31-8909f9a658b2
- Bibliotheek van het Japanse parlement: 00466181
- Nationale Bibliotheek van Tsjechië: jn20000601505
- Nationale Bibliotheek van Israël: 987007260974505171
- Nationale Bibliotheek van Polen: a0000003002378
- Nationale en Universitaire bibliotheek Zagreb: 000715638
- Nederlandse Thesaurus van Auteursnamen: 07503459X
- RKD-Nederlands Instituut voor Kunstgeschiedenis: 237786
- LIBRIS: 329624
- Système universitaire de documentation: 032204329
- Union List of Artist Names: 500175588
- Virtual International Authority File: 66536742
- WorldCat: E39PBJbRpkxBHFCktrfddjRMyd